# Línia P

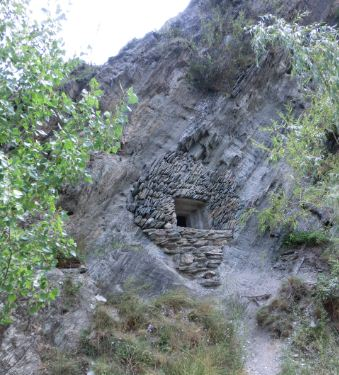
Niu de metralladora al CR-76 de la Guingueta d'Àneu

La línia P[irineus], oficialment Organització defensiva dels Pirineus, va ser una barrera defensiva construïda entre 1944 i 1948 per evitar que, depenent de les èpoques, els maquis –si bé aquesta hipòtesi no és gaire creïble–, el Tercer Reich o els Aliats penetressin el territori espanyol. Estava composta teòricament per búnquers, dels quals uns sis mil van ser acabats. Cap al 1980 es van abandonar definitivament.
Línia P és l'abreviatura de Linia Pirineus. Tot i així, existeixen dues altres denominacions, una és la «Línia Pérez» i l'altra coneguda a Catalunya com a «Línia Gutiérrez»; el perquè no se sap, és possible que fos anomenada així pel coronel d'Enginyers Manuel Duelo Gutiérrez, que havia participat en una reunió relativa a aquesta obra.
N'existeixen molts misteris, com que va ser un secret militar total del qual es comença a descobrir i entendre'n l'extensió. Els milers d'assentaments que hi ha per les valls i muntanyes dels Pirineus es van construir entre 1944 i 1957. Aquesta magna obra de fortificació mai no va servir i realment tampoc va arribar a concloure's. Ha quedat totalment obsoleta i pertany ja a la història.

## Història

### Antecedents
Des de temps immemorials, els Pirineus van formar una gran frontera natural. Al llarg de tota la serralada es van construir edificis fortificats tals com torres de vigilància, castells, esglésies i mansions, ja que en molts punts era el pas de comunicació amb la resta d'Europa.
Al a fi de la Guerra Civil Espanyola, el govern del general insurrecte Franco decideix construir-hi una gran barrera defensiva, en alguns casos molt semblant a les existents a la resta del continent. Del Mediterrani fins al Cantàbric, aproximadament 500 km d'assentaments fortificats havien de protegir la frontera septentrional.

### Situació política en el moment de la construcció
Després de la Guerra Civil Espanyola es va formar un govern a l'exili establert la ciutat occitana de Tolosa de Llenguadoc. Molts exiliats esperaven que el govern francès de Charles de Gaulle i els seus aliats poguessin atacar Franco i reconquerir Espanya.
El 19 d'agost de 1944 es produeix l'esperat alliberament, la qual cosa dona a la frontera espanyola una especial rellevància. Ni el general insurrecte Franco ni els alemanys van poder aconseguir mai tancar la frontera d'una forma eficaç, com que hi múltiples rutes alternatives a les mes concorreguts.
El 1945 De Gaulle fa retirar totes les banderes republicanes espanyoles de França i es desentén definitivament de la Junta Española de Liberación (J.E.C.), que no va reconèixer. Els exiliats, després del rebuig francès i dels seus aliats, es veuran obligats a una guerra de guerrilles, coneguda com els maquis.
El 18 d'abril de 1946, Polònia, amb el suport de la Unió Soviètica, França i Mèxic, demana que l'ONU condemni Espanya com a país agressiu per la construcció de fortificacions al Pirineu català, però ningú sabia que aquestes obres ja havien començat feia dos anys a tota la serralada. Aquesta petició va ser rebutjada gràcies al britànic Sir Alexander Cadogan, representant d'Anglaterra a l'ONU. Finalment el govern dels Estats Units va decretar que «les fortificacions als Pirineus eren essencialment defensives».

### Construcció
El govern del dictador Franco volia crear una frontera impermeable. L'exèrcit aleshores pensava que aquesta fortificació podria aturar l'entrada de qualsevol exèrcit per algun dels passos de muntanya cap a Espanya. Això no obstant, els francesos, amb experiència amb la Línia Maginot, la consideraven una obra lleugera.
Entre el juny de 1939 i el juny de 1940 es va construir un notable conjunt de fortificacions, que en el cas dels Pirineus occidentals (Guipúscoa i Navarra) van rebre la denominació de «Fortificación Vallespín», del nom del coronel destinat a Sant Sebastià, que les va dissenyar. Les obres es van paralitzar el 1940 però es va continuar construint les carreteres d'accés, a l'espera que el 1944 comencés la construcció de la Línia P, a la qual es van integrar parcialment les fortificacions.
L'obra va començar el 1944, segons plans fets el 1943. Es van mobilitzar gran quantitat de mitjans i homes, essencialment soldats de reemplaçament. L'obra va ser confiada a les antigues regions militars que feien frontera amb Françaí; la IV Regió Militar, la V Regió Militar i la VI Regió Militar.
La línia estava dividida en sectors, i aquests en centres de resistència (CR) que englobaven gran quantitat d'assentaments. A Catalunya n'hi havia cent i a Navarra i el País Basc, 56. A l''Aragó n'hi havia vint, numerats del 101 al 120 i cobrint tot el Pirineu aragonès des de la vall de Zuriza fins a la frontera amb Lleida. És la regió que posseeix menys densitat de centres, probablement pel fet que en moltes parts les muntanyes superen els 2.500 metres, el que en fa una protecció natural on no és menester fortificar.
Per realitzar els treballs s'elegia un centre d'operacions dins de cada zona a fortificar. A la vall del riu Aragó es va escollir l'estació de ferrocarril de Canfranc, pel fet de trobar-se en un punt central. S'hi van fer els treballs de fusteria i emmagatzematge del material de construcció, i al mateix temps s'hi allotjaven els soldats que hi treballaven. Des d'aquest punt es portava tot fins als llocs a construir, en molts casos es transportava els materials amb muls que trigaven fins a sis hores per arribar al destí, com per exemple al CR-114 La Raca.
El pla originari era que cada lloc construït es rodegés per unes trinxeres comunicades entre si i situar en cada extrem un pou de tirador; tot el conjunt estaria rodejat per un reixat. Ni els pous ni els reixats es van arribar a construir, i no van passar de ser un projecte en els plànols de cada assentament. Els reixats i les portes blindades que tancaven aquests assentaments van romandre emmagatzemades a Figueres, Jaca i Pamplona.
Encara sense haver estat acabada aquesta gran obra s'han succeït al llarg dels anys diverses prospeccions per comprovar l'estat que es trobaven els assentaments. Les últimes comprovacions d'aquestes fortificacions a la vall del riu Aragó daten de finals de la dècada dels 80.

### Recuperació
La línia P va perdre utilitat i com que es va construir en terrenys privats, sovint hi ha problemens a l'hora de recuperar o restaurar alguns d'aquests llocs.

#### Catalunya

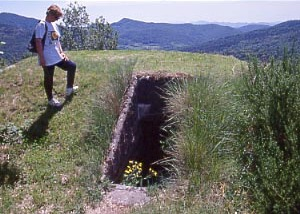
Entrada d'una casamata a prop de la Torre Cavallera (Camprodon)

A Catalunya encara resten drets molts dels búnquers i altres edificacions dels Centres de Resistència de la línia P. La majoria no s'han recuperat, a excepció del parc de búnquers de Martinet i Montellà (probablement els més ben conservats), la Ruta dels búnquers del Bosc de la Rossa d'Arsèguel, la Frontera i Búnquers de la Guingueta d'Àneu i els de la Vall de Cardós, tots ells formen part de la Xarxa d'Espais de Memòria del Memorial Democràtic de la Generalitat de Catalunya, estan senyalitzats i compten amb visites guiades, a més d'un punt d'informació sobre la Guerra Civil i la Postguerra en el cas de la Vall de Cardós.

#### Aragó
A Canfranc es va recuperar el sector 24 (CR-111), integrat per tretze elements fortificats a l'àrea sud del Paseo de los Melancólicos de Canfranc, objectiu del qual era defensar l'Estació Internacional i el túnel meridional d'accés a Espanya. Els búnquers més grossos van ser habilitats com a refugis, el que ja s'havia fet en altres llocs propers, com a Villanúa. El 8 de gener de 2011 es va inaugurar la «Ruta de los Búnkers» al municipi de Biescas a la província d'Osca. S'hi han instal·lat dos plafons informatius. La ruta surt de la bateria baixa del fort de Santa Elena i s'hi poden observar alguns assentaments pertanyents al CR-106 (Hoz).

## Composició dels centres de resistència
Cada Centre de Resistència posseïa gran quantitat d'assentaments agrupats en Punts de Suport, i al mateix temps aquests en Elements i aquests, en Subelements.
Els assentaments construïts allotjarien les següents armes:
- Fusell metrallador.
- Metralladora.
- Canó antitanc.
- Canó d'infanteria.
- Metralladora antiaèria.
- Morter de 81 mm.
- Morter de 50 mm.

També es van construir observatoris, abrics de secció i dipòsits de municions o queviures.

### Exemple de Centre de Resistència de la Línia P: El Castellar
Un centre típic és el denominat CR-113 El Castellar. Se situa a la mateixa estació hivernal de Candanchú, al naixement del riu Aragó. De tots els CR de la vall del riu Aragó el 113 és el que té més assentaments o nius (així se'l denomina en molts casos); això es deu al fet que es troba tot just a la frontera. Hi ha un total de 62 assentaments i alguns més (fins a 89), en tindria si s'hagués arribat a completar.
L'1 de març de 1951 aquest Centre de Resistència comprenia: la Rinconada de Candanchú, els vessants nord i aquest del Tobazo i finalment la regió del riu Aragó i carretera general entre el pont de Santa Cristina i la Raqueta.

### Tipus diferents d'assentaments
Assentaments d'observació o de comandament
Situats a les cotes més elevades, ja que des d'elles es té una panoràmica sobre tot el conjunt o bona part d'ell.
Assentaments de combat
Són els més nombrosos. En ells es podrien allotjar fusells metralladors o metralladores. Pràcticament la majoria estan gairebé enterrats i coberts d'herba o roques del lloc, creant amb això un perfecte camuflatge. Cobrien pels seus espiells (alguns en posseïen fins i tot dos) un sector de tir fix. L'espai interior és d'aproximadament 4 m². En els projectes, cada assentament tenia al seu voltant diversos pous de tirador units mitjançant túnels o trinxeres.
Assentaments d'artilleria
Els més grans, ja que havien d'albergar un canó antitancs o un d'infanteria. Situats en punts molt estratègics per batre especialment les carreteres.
Assentaments a cel obert
Aquests comprenien les metralladores antiaèries o els morters de 81 i 50 mm. Generalment es troben a les parts més elevades, per d'aquesta forma tenir més cobertura de foc.
Abrics
Excavats en la mateixa roca dels escarpats de cada CR, servirien per donar aixopluc a la tropa destinada o a emmagatzemar municions i queviures. La distribució de tot el conjunt està molt estudiada, perquè estan distribuïts d'una forma escalonada des dels cims del Centre fins a la mateixa carretera.

#### Zones d'assentament
Podem agrupar aquests assentaments del CR-113 en diverses zones:
- Una seria els que es troben a peu de la mateixa carretera. Va des del pont del Ruso fins al pont de Santa Cristina.
- La següent podria ser la que es troba al barranc de Candanchú, és a dir, des de la carretera cap a la Zapatilla.
- Una tercera zona estaria a la muntanya d'El Castellar i al costat seu una altra a La Raqueta.
- Una altra zona podria estar determinada pel vessant de La Raca que descendeix fins al riu Aragó.
- Finalment s'haurien d'agrupar en una altra zona els assentaments de La Canal Roya.

Molts d'aquests elements ni es van arribar a acabar mai. Segons es pot comprovar in situ, gran quantitat d'ells conserven encara les fustes de l'encofrat col·locades al seu lloc, el que confirma que la construcció de la Línia P es va abandonar abans d'acabar-la.
Molts d'aquests assentaments s'han perdut o han sigut mutilats amb l'ampliació que es va fer en aquesta part a la carretera general 300. Aquestes obres no només van afectar els assentaments; l'antiga casa del Ruso ja no existeix. L'estat de conservació no és del tot dolent, molts d'ells interiorment són molt accessibles i nets, altres en canvi estan enrunats de terra o pedres. En alguns casos els assentaments han perdut el seu emmascarament, podent-se observar el formigó amb el que estan construïts.
Finalment caldria dir que el projecte no només preveia la construcció d'assentaments, sinó que incloïa un informe de destruccions. Aquest informe notificava totes les destruccions que s'haurien de realitzar en cas d'una penetració enemiga cap a la vall, per no entorpir els focs i que l'enemic no tingués cap parapet.
A més d'aquests informes, també hi havia el de les mines. Molts d'aquests assentaments, a part de comptar amb reixats haurien d'estar protegits al seu voltant amb un camp de mines, en alguns casos contra carros i en altres contra persones.